# Poartă logică

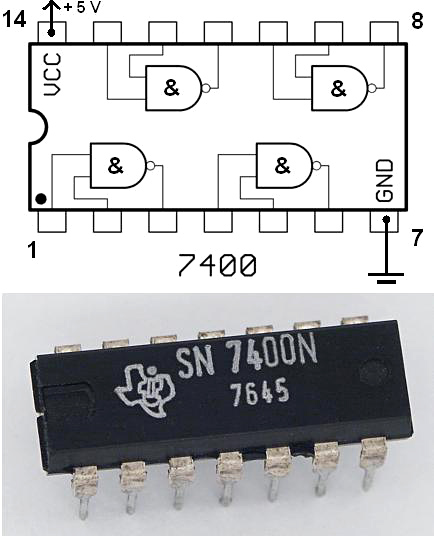
Circuitul integrat 7400 - Poarta NAND

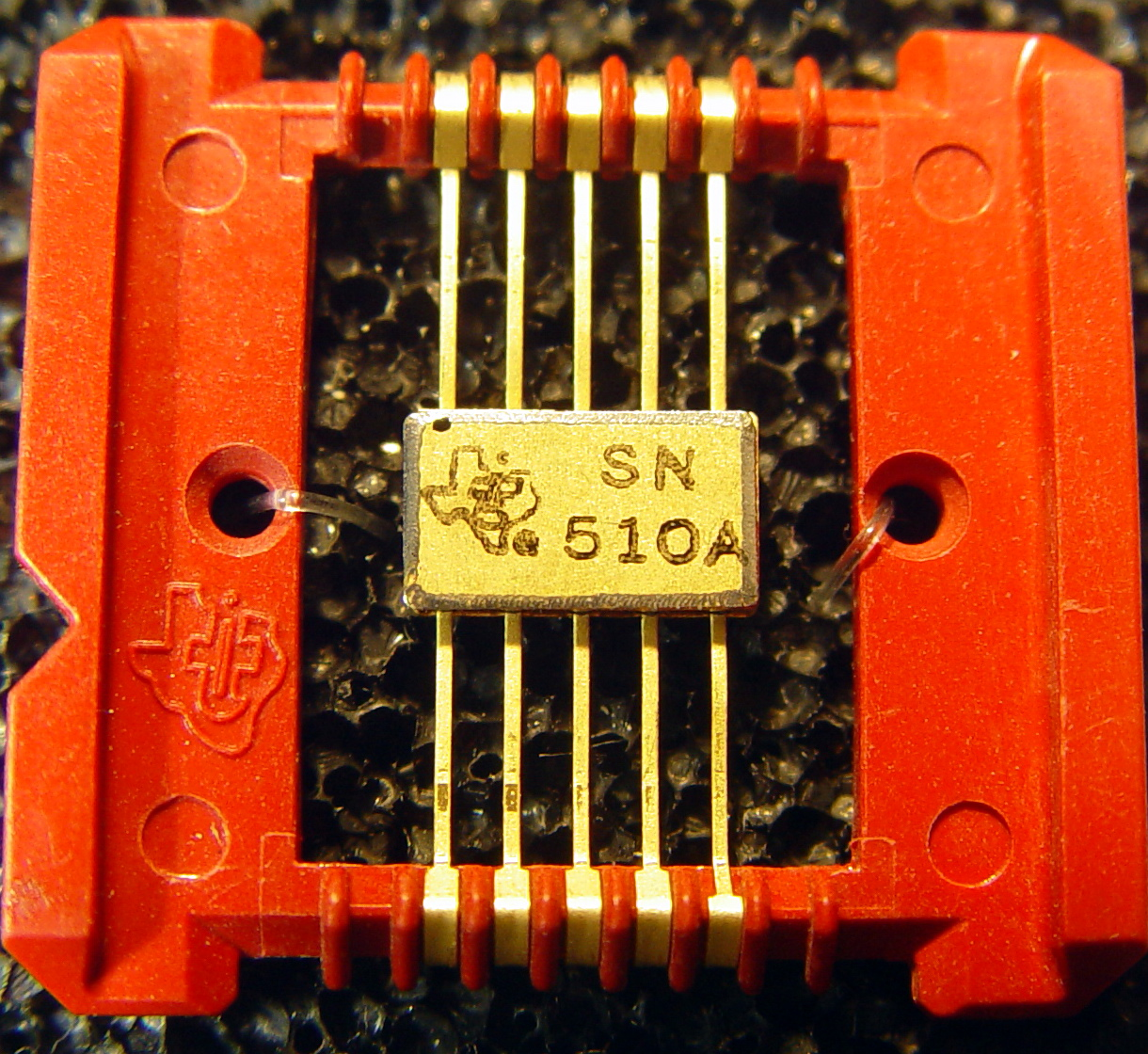
Circuitul integrat SN510A - flat pack din 1965

O poartă logică este un dispozitiv electronic numeric elementar implementând o funcțiune logică abstractă elementară. Porțile logice sunt structurile de bază care permit realizarea unor funcții logice și matematice mult mai complexe în circuitele integrate digitale. O poartă logică poate fi modelată ca o rețea de comutatoare controlate electric (de exemplu cu tranzistoare MOS). La început porțile logice erau realizate din diode (lămpi electronice sau semiconductoare) și rezistențe electrice (discrete).

## Construcție și funcționare
O poartă logică are una sau mai multe intrări digitale/binare (semnale reprezentând 0 logic sau 1 logic), și are ca ieșire o funcție simplă a acestor intrări, de exemplu ȘI logic sau SAU logic. O poartă logică nu are stări interne, intermediare. Aceasta înseamnă că pentru o combinație de valori binare (0 și 1) existentă la intrări, corespunde la ieșirea porții numai o anumită (definită) stare (valoare binară). Altfel exprimat, o poartă logică nu este, electronic, un circuit secvențial ci un circuit combinațional ("de combinare"), 
Porțile logice elementare sunt: Poarta ȘI(AND), poarta SAU(OR), poarta ȘI-NU(NAND), poarta SAU-NU(NOR), poarta SAU-EXCLUSIV(XOR). Porțile ȘI-NU engleză: NAND) și SAU-NU (engleză: NOR) sunt numite și porți universale, pentru că cu ajutorul lor pot fi reproduse (combinațial) oricare din funcțiile celorlalte porți. Ele sunt din acest punct de vedere, porți fundamentale. 
Porțile logice au cel puțin două intrări (cu excepția inversorului NU, engleză: NOT), putându-se ajunge până la 10 intrări, și o singură ieșire.

## Inversare logică
Funcția NU logic. Are o singură intrare, deci nu poate fi considerată propriu zis o "poartă" (engleză: "gate"). Funcția relizată este inversarea (negarea) valorii binare logice a singurei (a) intrări. 
Negarea (complementarea) logică sau inversarea:
- dacă intrarea (a)=„0”, atunci nu(a)=„1” (a negat (inversat) este „1”;
- dacă intrarea (a)=„1”, atunci nu(a)=„0” (a negat (inversat) este „0”.

## Poartă "ȘI logic"
Produsul logic (conjuncție sau intersecție) a două (a, b) sau mai multe intrări:
- dacă a=„0”, b=„0”, atunci a·b=„0” (la ieșire)
- dacă a=„1”, b=„0”, atunci a·b=„0” (la ieșire)
- dacă a=„0”, b=„1”, atunci a·b=„0” (la ieșire)
- dacă a=„1”, b=„1”, atunci a.b=„1” (la ieșire)

Caracteristic unei porți ȘI (AND): Doar când toate intrările au aplicate semnale „1” (binar, logic) se obține la ieșirea porții valoarea binară „1”.
Ar mai exista o poartă XAND (ȘI exclusiv) cu proprietatea că A XAND B = [(!A)+B].[A+(!B)] însă e echivalentă cu o poartă XOR negată. ("!" = NOT A; "+" = OR, "." = AND)